# Gyalidea hyalinescens
Gyalidea hyalinescens är en lavart som först beskrevs av William Nylander och som fick sitt nu gällande namn av Antonín Vězda. 
Gyalidea hyalinescens ingår i släktet Gyalidea och familjen Gomphillaceae. Utöver nominatformen finns också underarten mexicana.